# Igreja de São João Evangelista (Funchal)

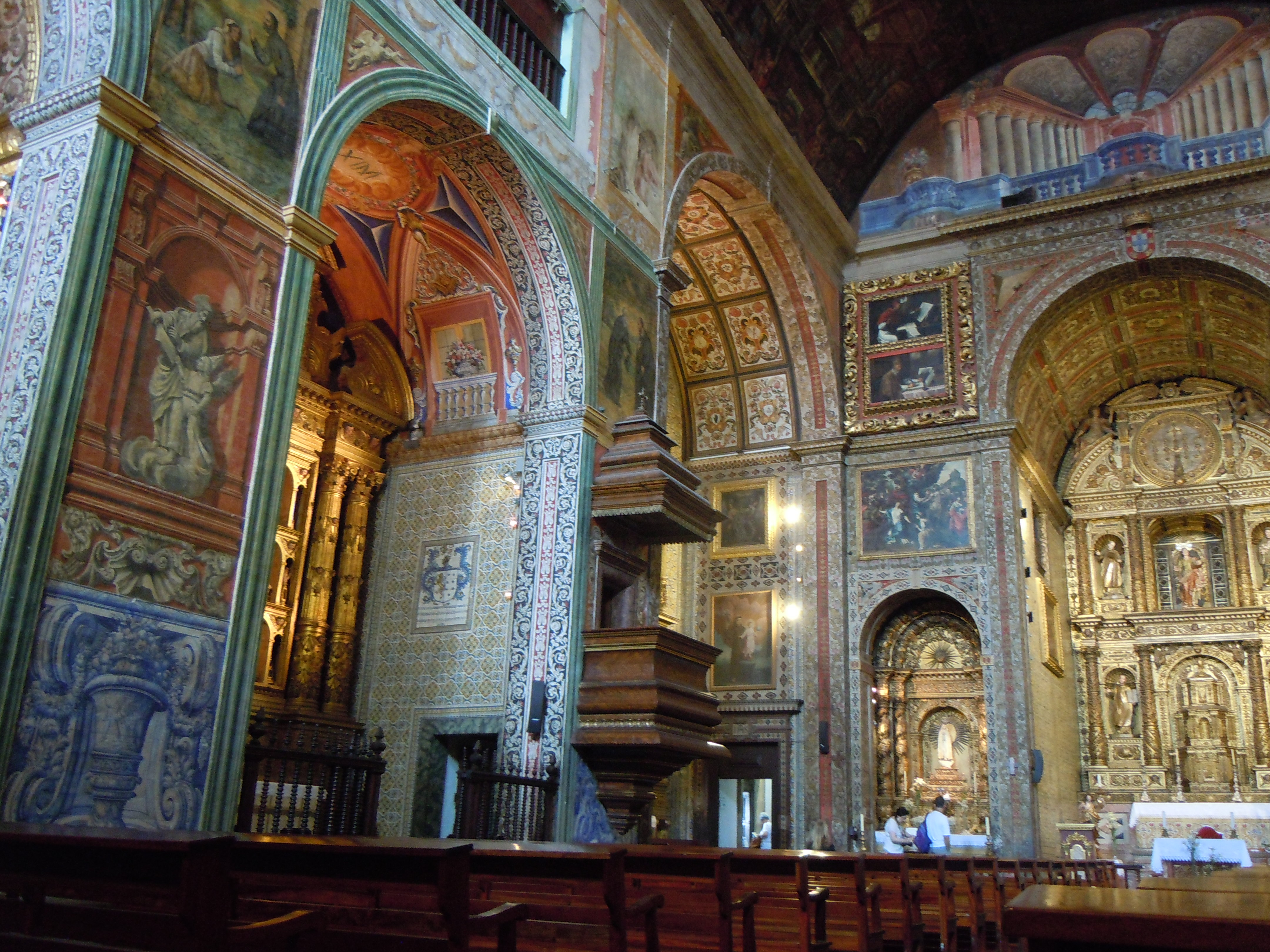
Igreja de São João Evangelista

A Igreja de São João Evangelista do Colégio do Funchal, também referida como Igreja do Colégio dos Jesuítas, localiza-se no centro histórico da cidade e concelho do Funchal, na ilha da Madeira, em Portugal.

## História
Construída no século XVII pela Companhia de Jesus, o templo marca a transição no país do estilo Maneirista para o Barroco, marcado por grande ostentação decorativa.
Constituiu o maior conjunto edificado na cidade até ao século XIX.
Em 2008 nela foi instalado um grande órgão, obra do organeiro Dinarte Machado, inaugurado por Ton Koopman.
O templo pertence ao antigo Colégio dos Jesuítas (Funchal), atualmente ocupado pela Universidade da Madeira e Universidade Católica. 

## Características
Exemplar de arquitetura religiosa, apresenta planta em cruz latina, com uma só nave e capela-mor bem evidenciada, profusamente decorada em talha dourada, com valiosos retábulos dos séculos XVII e XVIII, e painéis de azulejos azuis e brancos do século XVII que forram as paredes da sacristia. Destaca-se o altar da capela das Onze Mil Virgens.